# 氏家行継
氏家 行継（うじいえ ゆきつぐ）は、戦国時代から江戸時代初期にかけての武将・大名。

## 略歴
氏家氏は宇都宮氏の庶流。西美濃三人衆の一人・氏家直元（卜全）の三男として誕生。
天正10年（1582年）3月、織田氏の甲州征伐のために信濃国へ出陣しているのが資料上の初見と思われる（『信長公記』）。諱は複数伝わるが、文書で確認できるのは「定元」。同年6月の本能寺の変以降は羽柴秀吉（豊臣秀吉）に属し、天正11年（1583年）の賤ヶ岳の戦いや天正12年（1584年）の小牧・長久手の戦いに参加。近江国・伊勢国などに1万5000石の所領を与えられた。天正20年（1592年）からの朝鮮出兵では肥前国名護屋城に在陣、文禄3年（1594年）には伏見城の普請にも分担であるが参加している。
慶長5年（1600年）の関ヶ原の戦いでは西軍に与し、兄・行広や寺西直次と共に桑名城に籠城した。戦後、高野山に上り、徳川家康によって改易されたが、翌年に許されて、細川忠興の家臣となり6000石を与えられた。没年は複数伝わり、関ヶ原同年の11月に没したなど諸説あるが、少なくとも慶長9年（1604年）8月までは細川忠興の書状で生存が確認できる。
家督は嫡男・元高が継ぎ、子孫は熊本藩に仕えた。

## 系譜
- 父：氏家直元
- 母：不詳
- 妻：山岡景隆娘
- 生母不明の子女
  - 男子：氏家元高（1612-1671）：法名は洞雲院意安道仙[2]
  - 女子：細川興秋室 - のち飛鳥井持信室